# Šeberov
Šeberov – część Pragi. W 2006 zamieszkiwało ją 2 473 mieszkańców.